# بالگردگاه لاپد هوپر
بالگردگاه لاپد هوپر  (به انگلیسی: LAPD Hooper Heliport) یک فرودگاه خصوصی پایگاه هوایی است. این فرودگاه در شهر لس‌آنجلس کشور ایالات متحده آمریکا قرار دارد و در ارتفاع ۹۲ متری از سطح دریا واقع شده است.